# Associazione Sportiva Volley Lube
Lube Civitanova is de naam van het professionele team van Associazione Sportiva Volley Lube, een Italiaanse volleybalclub uit Treia. De club komt uit op het hoogste niveau in Italië, de Serie A1. De club werd in 1990 opgericht en is sindsdien een van de succesvolste clubs in Europa, met onder meer CEV Champions League (2002,2019) titel en 3 CEV Cups (2001, 2005, 2006) en 1 FIVB Club World Championship (2019).

## Selectie 2010/11
Trainer: Ferdinando De Giorgi  ITA
| No. | Naam                | Land | Positie         |
| --- | ------------------- | ---- | --------------- |
| 3   | Cristian Savani     | ITA  | Passer-loper    |
| 4   | Alessandro Paparoni | ITA  | Libero          |
| 5   | Valerio Vermiglio   | ITA  | Spelverdeler    |
| 6   | Manuele Marchiani   | ITA  | Spelverdeler    |
| 7   | Facundo Conte       | ARG  | Passer-loper    |
| 9   | Dragan Stankovic    | SRB  | Middenaanvaller |
| 10  | Matteo Martino      | ITA  | Passer-loper    |
| 11  | Roman Vadeleux      | FRA  | Middenaanvaller |
| 12  | Gert van Walle      | BEL  | Diagonaal       |
| 13  | Matteo Cacchiarelli | ITA  | Libero          |
| 15  | Igor Ormcen         | CRO  | Diagonaal       |
| 18  | Marco Podrascanin   | SRB  | Middenaanvaller |

## Bekende oud spelers
| - Matias Raymaekers - Wout Wysmans - Rodrigão - Willem-Jan Snippe - Sebastian Świderski |